# Tillandsia 'Tall Stranger'
Tillandsia 'Tall Stranger' es un cultivar híbrido del género Tillandsia perteneciente a la familia Bromeliaceae.
Es un híbrido creado con las especies Tillandsia albida  × Tillandsia streptophylla.